# Taeniopteryx nelsoni
Taeniopteryx nelsoni är en bäcksländeart som beskrevs av Boris C. Kondratieff och Kirchner 1982. Taeniopteryx nelsoni ingår i släktet Taeniopteryx och familjen vingbandbäcksländor. Inga underarter finns listade i Catalogue of Life.